# Регуляція використання азбесту
На мінеральний азбест поширюється низка законів і нормативних актів, які стосуються його виробництва та використання, включаючи видобуток, виробництво, використання та утилізацію. Травми, пов'язані з використанням азбесту, призвели як до позовів працівників про компенсацію, так і до судових розглядів. Проблеми зі здоров'ям, пов'язані з азбестом, включають азбестоз, мезотеліому, рак легенів і дифузне потовщення плеври.
Однією з основних проблем, пов'язаних із азбестом у цивільному судочинстві, є латентність захворювань, пов'язаних із азбестом. Більшість країн мають строки давності для заборони вчинення дій, вжитих через тривалий час після того, як зникла причина позову. Наприклад, у Малайзії строк для подання позову про делікт становить шість років з моменту вчинення делікту. У зв'язку з кількома діями, пов'язаними з азбестом, такі країни, як Австралія, внесли зміни до своїх законів, що стосуються обмежень, щоб накопичувати дані, починаючи з моменту виявлення, а не з моменту виникнення причини позову. Перші позови працівника про травми внаслідок впливу азбесту на робочому місці були подані в 1927 році, а перший позов проти виробника азбесту був поданий у 1929 році. Відтоді було подано багато позовів. У результаті судового процесу виробники продали дочірні підприємства, диверсифікували виробництво замінників азбесту та розпочали бізнес із видалення азбесту.
У всьому світі 67 країн і територій (включаючи країни Європейського Союзу) заборонили використання азбесту. Він внесений до категорії контрольованих відходів згідно з Додатком I Базельської конвенції про контроль за транскордонним перевезенням небезпечних відходів та їх видаленням [1992]. Це означає, що сторони Конвенції повинні заборонити експорт небезпечних відходів до сторін, які заборонили імпорт таких відходів через процедуру повідомлення, передбачену статтею 13 Конвенції. Проте в таких місцях, як Індія, як і раніше широко використовується крихкий азбест або азбест на основі пилу в прокладках зі стисненого азбестового волокна (CAF), мотузках, тканині, сальникових ущільнювачах, щитах, ізоляції, гальмівних вкладишах та інших продуктах, які без відповідних знань та інформації експортується в інші країни. Використання азбесту поширене в Індії, оскільки немає ефективного забезпечення дотримання правил.

## Фон
Наприкінці ХІХ і на початку ХХ століття азбест вважався ідеальним матеріалом для використання в будівельній промисловості. Відомо, що він був чудовим вогнезахисним засобом, мав високий електричний опір, був недорогим і простим у використанні.
Небезпека, пов'язана з азбестом, виникає головним чином, коли волокна потрапляють у повітря та вдихаються. Через розмір волокон легені не можуть їх викинути. Ці волокна також гострі і проникають у внутрішні тканини.
Проблеми зі здоров'ям, пов'язані з азбестом, включають:
1. Азбестоз — захворювання легенів, яке вперше було виявлено у текстильних робітників[11][12] азбестоз — це рубцювання легеневої тканини в результаті вироблення факторів росту, які стимулюють фібробласти (клітини легенів, що утворюють рубці) до проліферації та синтезу рубцевої тканини у відповідь на пошкодження вдихуваними волокнами. Згодом рубці можуть стати настільки серйозними, що легені більше не зможуть функціонувати. Латентний період (тобто час, необхідний для розвитку захворювання) часто становить 10–20 років.
2. Мезотеліома — рак мезотеліальної оболонки легенів і грудної порожнини, очеревини (черевної порожнини) або перикарда (мішка, що оточує серце). На відміну від раку легенів, мезотеліома не пов'язана з курінням.[13] Єдиним встановленим причинним фактором є вплив азбесту або подібних волокон.[14] Латентний період для мезотеліоми може становити 20-50 років. Прогноз для мезотеліоми похмурий, більшість пацієнтів помирають протягом 12 місяців після встановлення діагнозу.
3. Рак. З азбестом пов'язують рак легенів, шлунково-кишкового тракту, нирок і гортані. Латентний період раку часто становить 15–30 років.[15]
4. Дифузне потовщення плеври[7]

Існують значні міжнародні суперечки щодо передбачуваних прав і помилок, пов'язаних із судовими позовами про компенсацію, пов'язану з впливом азбесту та ймовірними подальшими медичними наслідками. Деяку міру широкого діапазону поглядів, висловлених у юридичних і політичних колах, можливо, можна проілюструвати двома цитатами нижче, першою з проф. Лестер Брікман, американський фахівець з юридичної етики, який пише в Pepperdine Law Review, і, по-друге, Майкл Віллс, британський член парламенту, виступаючи в Палаті громад 13 липня 2006 р.:
|  | «Огляд наукової літератури свідчить про значну байдужість до причин цього провалу системи цивільного правосуддя. Багато опублікованих статей про азбестові судові процеси зосереджені на транзакційних витратах і способах, за допомогою яких потік грошей від відповідачів до позивачів та їхніх адвокатів може бути оперативно та ефективно визначено пріоритетами та спрямовано. Нездатність визнати, не кажучи вже про аналіз, головної реальності очевидних претензій і безпідставних претензій демонструє розрив між наукою та реальністю судового процесу, який є майже таким же широким, як розрив між рівнем заяв про захворювання та фактичним проявом захворювання». |

|  | «Багато з тих, кого я бачу в своїх кабінетах, працювали на кількох робочих місцях, і кожен міг зазнавати впливу азбесту, але медична наука така, що ніхто не може визначити, яке з них. Як наслідок, існує довга і складна історія правових дискусій про те, як розподілити відповідальність. Юристи та судові органи справедливо й відважно боролися зі складним і важким законом, але це призвело у відчай сім'ї, яких ми представляємо. Багато сімей моїх виборців були розколоті через наслідки судових процесів у спробі отримати якусь компенсацію за хворобу, яку заразили не з їхньої вини. Це жорстоко і неприйнятно». |

## Регулювання

### Повна заборона на азбест
У всьому світі 67 країн і територій (включаючи країни Європейського Союзу) заборонили використання азбесту. Винятки для незначного використання дозволені в деяких перелічених країнах; однак усі перелічені країни мають заборонити використання всіх видів азбесту.
| Алжир     | Чехія     | Ірак               | Маврикій          | Сейшельські Острови |
| Аргентина | Данія     | Ірландія           | Монако            | Словаччина          |
| Австралія | Джибуті   | Ізраїль            | Мозамбік          | Словенія            |
| Австрія   | Єгипет    | Італія             | Нідерланди        | ПАР                 |
| Бахрейн   | Естонія   | Японія             | Нова Каледонія    | Іспанія             |
| Бельгія   | Фінляндія | Йорданія           | Нова Зеландія     | Швеція              |
| Бразилія  | Франція   | Північна Корея     | Норвегія          | Швейцарія           |
| Бруней    | Габон     | Кувейт             | Оман              | Тайвань             |
| Болгарія  | Німеччина | Латвія             | Польща            | Туреччина           |
| Канада    | Гібралтар | Ліхтенштейн        | Португалія        | Велика Британія     |
| Чилі      | Греція    | Литва              | Катар             | Уругвай             |
| Колумбія  | Гондурас  | Люксембург         | Румунія           |                     |
| Хорватія  | Угорщина  | Північна Македонія | Саудівська Аравія |                     |
| Кіпр      | Ісландія  | Мальта             | Сербія            |                     |

### Міжнародне право
Азбест включено до категорії контрольованих відходів згідно з Додатком I Базельської конвенції про контроль за транскордонним перевезенням небезпечних відходів та їх видаленням [1992]. Зокрема, контролюються будь-які потоки відходів, до складу яких входить азбест (пил і волокна) (Елемент Y36). Загалом, Сторони Конвенції зобов'язані забороняти та не дозволяти експорт небезпечних відходів до Сторін, які заборонили імпорт таких відходів за допомогою процедури повідомлення, передбаченої статтею 13 Конвенції.

### Австралія
З 31 грудня 2003 року набула чинності загальнонаціональна заборона на імпорт і використання всіх форм азбесту. Відображаючи заборону, Національна комісія з охорони здоров'я та безпеки праці (NOHSC) переглянула матеріали, пов'язані з азбестом, щоб сприяти послідовному підходу до контролю за впливом азбесту на робочому місці та запровадити передові методи охорони здоров'я та безпеки для управління, контролю та видалення азбесту. Заборона не поширюється на азбестові матеріали або продукти, які вже використовувалися на момент введення заборони.
Незважаючи на те, що в Австралії проживає лише третина населення Сполученого Королівства, смертність від азбестової хвороби в Британії становить приблизно 3000 осіб на рік.
Центром видобутку блакитного азбесту в Західній Австралії був Віттенум. Шахтою керувала CSR Limited (компанія, яка раніше була Colonial Sugar Refinery). Основним виробником азбестових виробів був James Hardie, який створив незначний фонд для своїх працівників, а потім перевів діяльність до Нідерландів, де він був би недоступний для працівників, коли фонд закінчився.

### Бразилія
Закон штату Сан-Паулу 12.684/07 забороняє використання будь-яких продуктів, які містять азбест. Це законодавство було офіційно підтримано Верховним федеральним трибуналом Бразилії.

### Канада
З 1980-х років Канада не дозволяє використовувати крокидолітовий азбест і має обмеження на використання деяких видів азбесту, зокрема в деяких будівельних матеріалах і текстилі.
Наприкінці 2011 року дві залишилися в Канаді азбестові шахти, розташовані в провінції Квебек, припинили роботу. Наступного року уряд Квебеку оголосив про припинення видобутку азбесту, а федеральний уряд оголосив, що припинить свою протидію доданню хризотилового азбесту до списку небезпечних речовин відповідно до міжнародної Роттердамської конвенції.
У 2018 році канадійський федеральний уряд оприлюднив пропозицію про правила, які планується впровадити пізніше того ж року, які заборонятимуть використання, продаж, імпорт і експорт усіх форм азбесту. З 30 грудня 2018 року офіційно заборонено імпорт, продаж і використання необробленого азбесту, а також продукти, що містять азбест, за винятком певних спеціалізованих випадків, наприклад, на ядерних установках.

### Франція
Франція заборонила використання азбесту в 1997 році, а Світова організація торгівлі (СОТ) підтримала право Франції на заборону в 2000 році. Крім того, Франція закликала до всесвітньої заборони.

### Гонконг
Імпорт, транспортування, постачання та використання всіх форм азбесту заборонено в Гонконгу відповідно до Указу про контроль забруднення повітря (глава 311).
До 1980-х років використання цього матеріалу було поширеним у будівництві, виробництві та транспортуванні. У 1978 році уряд заборонив використання більшості азбестових виробів у громадських місцях. Спеціальне положення про фабрики та промислові підприємства (азбест) (глава 59X), яке набуло чинності в 1986 році, і подальше положення про фабрики та промислові підприємства (азбест) (глава 59AD) запровадили контроль за використанням азбесту на робочому місці та повністю заборонив використання амфіболового азбесту.
Імпорт амозиту або крокидоліту до Гонконгу був заборонений у 1996 році Указом про контроль забруднення повітря (розділ 311). 4 квітня 2014 року набрав чинності Постанова про контроль забруднення повітря (з поправками) 2014 року, яка повністю забороняє імпорт, перевантаження, постачання та використання всіх форм азбесту та азбестовмісних матеріалів у Гонконзі шляхом внесення змін до існуючої Постанови про контроль забруднення повітря.

### Індія
У Заяві про бачення навколишнього середовища та здоров'я людини уряду Індії зазначено, що «можна використовувати альтернативи азбесту, наскільки це можливо, і використання азбесту може бути припинено».
У справі № 693/30/97-98 Національна комісія з прав людини (NHRC) чітко вказала «Замінити всі покрівлі з азбестових листів покрівлею з іншого матеріалу, який не буде шкідливим для ув'язнених».
Секретар Інституту аспірантури медичної освіти та досліджень (PGIMER, Чандігарх) також висловив свою думку: «Азбест, безперечно, є шкідливим матеріалом, він викликає рак та інші пов'язані з ним захворювання». У своїй повній заяві та рекомендації до NHRC вони чітко висловили своє занепокоєння: «Білий азбест (хризотиловий азбест) причетний до багатьох досліджень таких захворювань: мезотеліома (рак плеври), рак легенів, рак очеревини, азбестоз та також розглядається як причина раку яєчників, раку гортані та інших онкологічних захворювань, які виникають у осіб, які займаються азбестовою промисловістю». Він завершує свою позицію уточненням: «Отже, використання білого азбесту має бути повністю заборонено в Індії, і його можна замінити іншим безпечнішим альтернативним матеріалом».
Спільний секретар уряду штату Уттаракханд у справі № 2951/30/0/2011 заявив NHRC, що «не існує ліків від азбестових захворювань. Необхідно повністю припинити вплив азбесту».
Концептуальний документ Міністерства праці Союзу заявив: «Уряд Індії розглядає заборону на використання хризотилового азбесту в Індії для захисту працівників і населення в цілому від первинного та вторинного впливу хризотилової форми азбесту». У концептуальному документі далі зазначається: «Асбестоз є ще одним професійним захворюванням легенів, яке зростає за подібних обставин, що вимагає зосереджених зусиль усіх зацікавлених сторін для розробки стратегій для приборкання цієї загрози».
Закон про заводи Індії та Бюро стандартів Індії вже мають правила та норми щодо безпечного використання продуктів, забруднених азбестом, наприклад:
- IS 11769 Частина 1: Рекомендації щодо безпечного використання азбестоцементних виробів, таких як азбестоцементні листи та азбестоцементні блоки.
- IS 11769 Частина 2: Рекомендації щодо безпечного використання азбестових фрикційних виробів, таких як азбестові фрикційні листи та гальмівні вкладиші
- IS 11769 Частина 3: Рекомендації щодо безпечного використання азбестових ущільнювальних та ізоляційних виробів, таких як прокладки CAF, сальникові мотузки, ізоляція, мотузкова застібка, столова дошка
- IS 12081: Ілюстроване попередження, яке має бути застосоване до обладнання, що містить продукти, забруднені азбестом.
- IS 11451: Вимоги щодо безпеки та охорони здоров'я, пов'язані з професійним впливом продуктів, забруднених азбестом.
- IS 11768: Процедура утилізації відходів продуктів, що містять азбест.

Однак дотримання правил на рівні землі не здійснюється, тому використання азбесту поширене без дотримання навіть найпростіших основних правил безпеки.
Рада Центру з контролю за забрудненням намагається забезпечити дотримання своїх власних вказівок щодо азбесту як небезпечних відходів і покладається на промисловість і компанії, які добровільно дотримуються Правил безпеки.

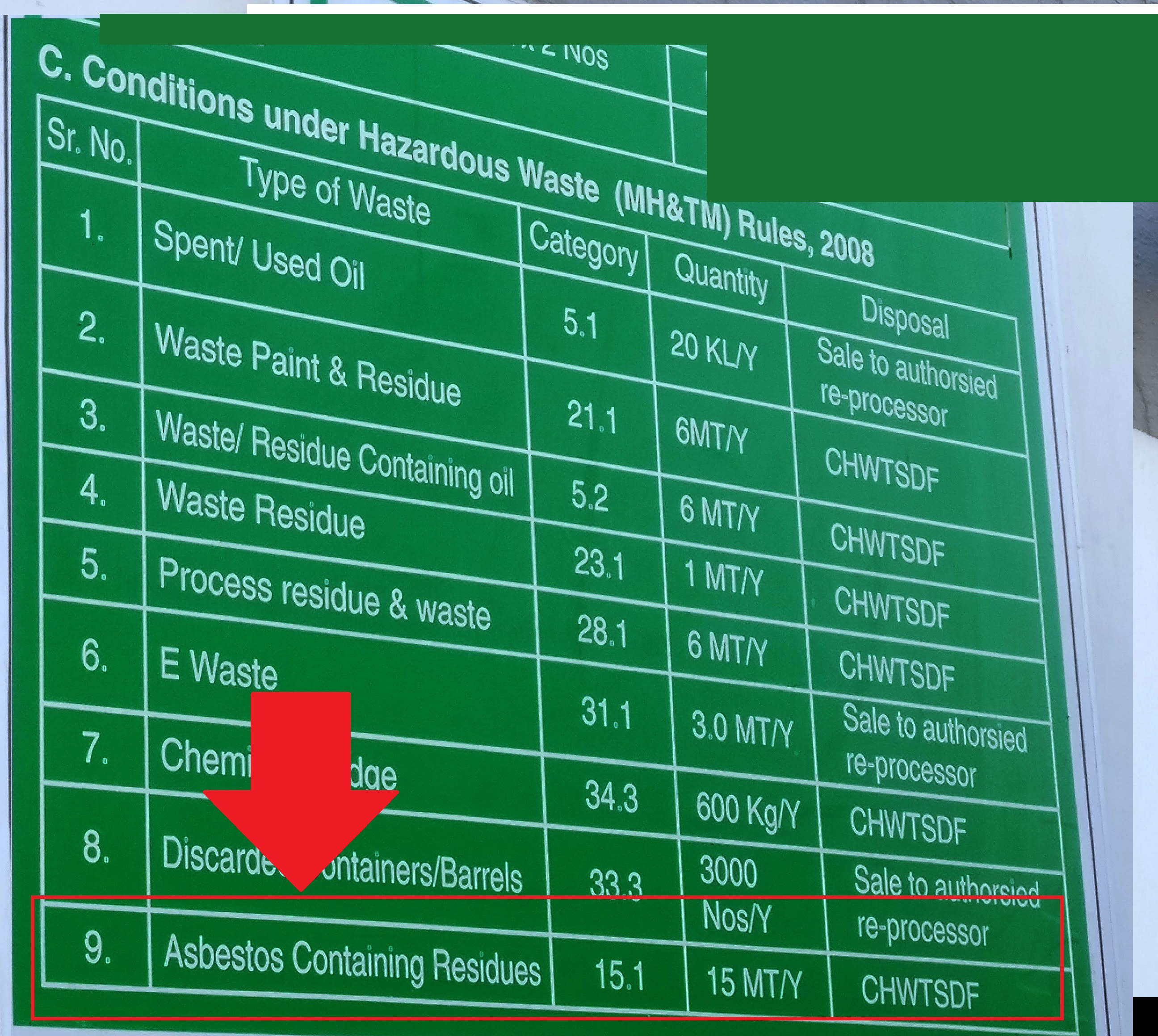
Фабрика показує використання азбесту та вносить його до списку небезпечних відповідно до вказівок CPCB.

Продовжується велике використання розсипчастого азбесту або азбесту на основі пилу в прокладках зі стисненого азбестового волокна (CAF), мотузках, тканині, сальникових ущільнювачах, щитах, ізоляції та гальмівних вкладишах на заводах і в промисловості Індії, а також випадково експортується виробниками обладнання без відповідні знання та інформацію для інших країн.
21 січня 2011 року Верховний суд Індії повторив принципи, викладені ним у рішенні 1995 року щодо азбесту.
Незважаючи на небезпеку для здоров'я, азбест широко використовується в Індії без будь-яких обмежень. Активісти в Індії та за кордоном намагалися переконати уряди Канади та Квебеку припинити видобуток азбесту в Квебеку та його експорт до Індії. Уряд Канади неодноразово блокував внесення азбесту до списку небезпечних хімічних речовин ООН, навіть незважаючи на те, що він витрачає величезні суми грошей на його видалення з канадських будинків і офісів. Незважаючи на те, що Індія визнає його небезпечною речовиною та заборонила видобуток азбесту та торгівлю його відходами, вона підтримує низьку ціну за допомогою патронажу.

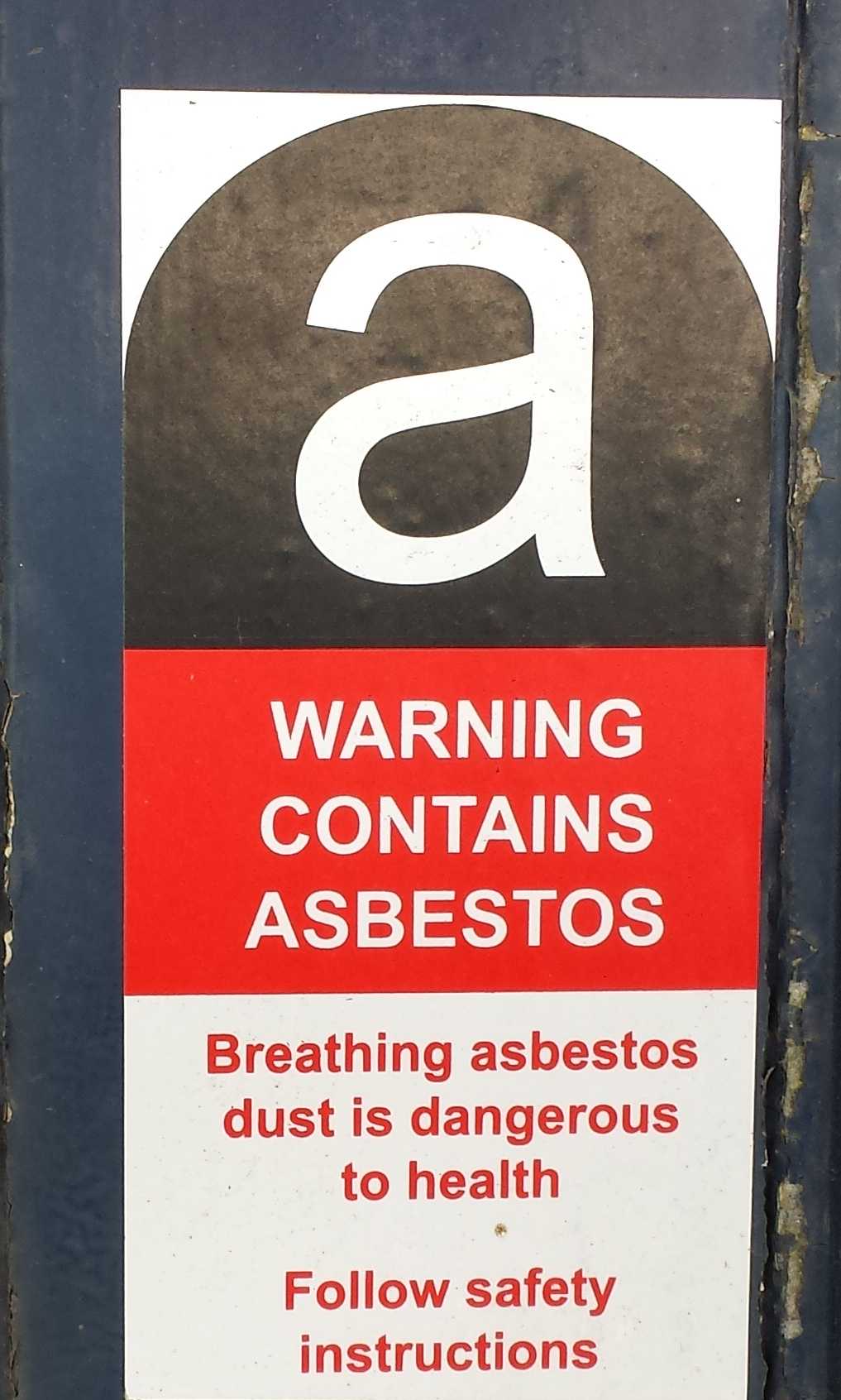
Приклад попереджувальної наклейки про вміст азбесту, яку необхідно наносити на котли, фланці, труби, насоси та печі, в яких використовуються продукти на основі азбесту, такі як прокладки CAF, сальникові ущільнювачі, ізоляція, щит тощо.

15 серпня 2016 року в найсильнішій заяві на сьогоднішній день Аніл Мадхав Дейв, міністр Союзу з питань навколишнього середовища, лісів і зміни клімату, категорично зазначив: «Оскільки використання азбесту впливає на здоров'я людини, його використання слід поступово звести до мінімуму та припинити. Наскільки я знаю, його використання зменшується, але цьому потрібно покласти край».
Індійська мережа заборони азбесту (BANI) працює над вільним від азбесту Індією, щоб захистити здоров'я нинішнього та майбутніх поколінь серед дезінформаційної кампанії промисловості білого хризотилу.
5 травня 2017 року Індія виступила проти включення азбесту до списку небезпечних речовин за попередньою обґрунтованою згодою (PIC) під час Роттердамської конвенції ООН 2017 року. Таким чином, Індія є другою псевдодемократією (після Російської Федерації), яка має таку позицію в усьому світі. Крім Індії, проти внесення до списку також виступили Росія, Казахстан, Киргизстан, Сирія та Зімбабве. Тоді як усі інші країни, які виступають проти, є виробниками азбесту; Індія (де видобуток заборонено) є єдиним (і найбільшим) споживачем та імпортером азбесту, яка все ще виступає проти його включення до Списку PIC.
Національний азбестовий профіль Індії, розроблений у співпраці Народним навчальним і дослідницьким центром, Вадодара, Мережею охорони праці та охорони навколишнього середовища Індії, Нью-Делі та ресурсним центром Asia Monitor, Гонконг, є першою такою спробою та ресурсом для визначення загального використання азбесту в Індії. Цей обширний профіль документує статистику виробників, споживачів, здоров'я та хвороби використання азбесту в Індії.

### Італія
Італія повністю заборонила використання азбесту в 1992 році законом 257/92 ст. 1 і створити комплексний план дезактивації азбесту в промисловості та житловому фонді.

### Японія
Японія повністю заборонила азбест до 2004 року. Його уряд було визнано відповідальним за пов'язані з цим захворювання.

### Філіппіни
На Філіппінах діє обмежена заборона на азбест. У той час як використання амфіболового азбесту заборонено ще в 2000 році через адміністративний наказ про хімічний контроль азбесту, виданий Департаментом навколишнього середовища та природних ресурсів, хризотиловий азбест дозволено використовувати в конкретних продуктах високої щільності.

### Польща
Польща повністю заборонила азбест у 1997 році. Відтоді заборонено імпорт азбесту та продукції, що містить азбест, виробництво всього, що містить азбест, а також обіг азбесту та виробів, які його містять.

### Південна Африка
Азбест був заборонений у Південній Африці в 2008 році. До цього країна була одним із світових лідерів у виробництві азбесту і, відповідно, мала один із найвищих показників мезотеліоми. Правила щодо заборони азбесту в Південній Африці були прийняті в березні 2008 року під керівництвом міністра екології та туризму Мартінуса ван Шалквіка. Перший проєкт нормативно-правових актів було оголошено для громадського обговорення в листопаді 2005 року та знову у вересні 2007 року. Правила забороняли використання, обробку, виробництво, а також імпорт і експорт будь-якого азбесту або азбестовмісних матеріалів (ACM). Було дозволено пільговий період у 120 днів, щоб дати людям або трейдерам, які зараз займаються азбестом або ACM, розчистити свої запаси. Звільнення будуть надаватися під суворим контролем. Правила не забороняли подальше використання азбестовмісних матеріалів, які вже були на місці, таких як азбестоцементні листи для покрівлі або стелі, департамент переконався, що «не було невиправданого ризику», і вони будуть замінені в належний час. Покарання за продовження використання азбесту включають штраф, що не перевищує 100 000 рандів, та/або позбавлення волі на строк менше десяти років. До введення в дію цих правил азбест перебував у процесі поступового вилучення з використання ще в 2003 році. Прохання Зімбабве та Канади звільнити їх від заборони було відхилено. Південна Африка також припинила весь імпорт азбесту або ACM із Зімбабве. Південна Африка дозволила б провозити продукти через свої кордони під час транзиту за суворих умов і за умови реєстрації в Департаменті екології та туризму. Будівельна компанія Everite підтримала урядову заборону на імпорт із Зімбабве. Після 28 липня 2008 року придбання, обробка, упаковка чи перепакування, виробництво чи розповсюдження цієї продукції стало злочином. Голова Kgalagadi Relief Trust (KRT) Браян Гібсон заявив, що азбест усе ще може імпортуватися до Південної Африки для досліджень або аналізу. Азбест також можна імпортувати в країну для утилізації з країн Співтовариства розвитку Південної Африки (SADC), які не змогли самостійно утилізувати відходи.

### Південна Корея
У травні 1997 року в Південній Кореї було повністю заборонено виробництво та використання крокидоліту та амозиту, широко відомого як синій і коричневий азбест. У січні 2009 року відбулася повна заборона на всі види азбесту, коли уряд заборонив виробництво, імпорт, продаж, зберігання, транспортування або використання азбесту або будь-якої речовини, що містить більше 0,1 % азбесту. У 2011 році Південна Корея стала шостою країною в світі, яка прийняла закон про допомогу щодо шкоди від азбесту, який дає право будь-якому корейському громадянину на безкоштовне довічне медичне обслуговування, а також щомісячний дохід від уряду, якщо у нього діагностовано захворювання, пов'язане з азбестом.

### Нова Зеландія
У 1984 році імпорт необробленого амфіболового (синього і коричневого) азбесту в Нову Зеландію був заборонений. У 2002 році було заборонено імпорт хризотилового (білого) азбесту.

### Велика Британія
Управління охорони здоров'я та безпеки Британського уряду (HSE) просуває суворий контроль за поводженням з азбестом, базуючись на звітах, які пов'язують вплив азбестового пилу або волокон із тисячами щорічних смертей від мезотеліоми та пов'язаного з азбестом раку легенів.
- «Понад 5000 смертей від захворювань, пов'язаних з азбестом, наразі (2022)»[46].
- TUC (Великобританія) навів цифру в 5000 смертей на рік у 2004 році.[47]

HSE не припускає, що існує будь-який мінімальний поріг для впливу азбесту, нижче якого людина має нульовий ризик розвитку мезотеліоми, оскільки вони вважають, що наразі це неможливо кількісно визначити для практичних цілей; вони наводять докази епідеміологічних досліджень груп, які зазнали впливу азбесту, щоб стверджувати, що навіть якщо такий поріг для мезотеліоми існує, він має бути на дуже низькому рівні. Раніше можна було вимагати компенсацію за плевральні бляшки, спричинені недбалим впливом азбесту, на тій підставі, що, хоча вони самі по собі протікають безсимптомно, вони пов'язані з розвитком дифузного плеврального потовщення, яке спричиняє ураження легень. Проте було дуже суперечливо щодо ймовірності розвитку плевральних бляшок у потовщення плеври або інших захворювань, пов'язаних із вживанням азбесту. 17 жовтня 2007 року цей момент було роз'яснено постановою Палати Лордів про те, що працівники, які мають плевральні бляшки внаслідок впливу азбесту, більше не зможуть вимагати компенсації, оскільки це само по собі не є захворюванням. Це рішення, однак, було замінено, якщо мова йде про плевральних бляшок у Шотландії, прийняттям Закону про відшкодування збитків (умови, пов'язані з використанням азбесту) (Шотландія) 2009 року, який передбачає, що згідно з шотландським законодавством плевральні бляшки вважаються позовний вид тілесних ушкоджень.

#### Контроль за азбестом
Положення про контроль над азбестом були запроваджені у Великій Британії в листопаді 2006 року та являли собою об'єднання трьох попередніх наборів законодавчих актів (заборона азбесту, ліцензування азбесту та контроль за азбестом на робочих місцях), спрямованих на мінімізацію використання та порушення використання азбестовмісних матеріалів у межах Британські робочі місця. По суті, це законодавство забороняє імпорт і використання більшості азбестових виробів і встановлює вказівки щодо найкращого поводження з тими, що знаходяться на місці.
До нормативних актів щодо контролю за азбестом було внесено зміни, і переглянуті нормативні акти набули чинності 6 квітня 2012 року, щоб врахувати думку Європейської комісії про те, що Великобританія не повністю імплементувала Директиву ЄС щодо впливу азбесту (Директива 2009/148/EC). Ці зміни були відносно незначними та включали додаткові вимоги до неліцензованих робіт з азбесту. Ці зміни означають, що деякі неліцензовані роботи з азбестом тепер вимагають сповіщення та мають додаткові вимоги щодо керування цією роботою (наприклад, ведення записів і нагляд за станом здоров'я).
Власники зобов'язань щодо будь-якої нерухомості, що не є будинком, у Великобританії повинні створити реєстр азбесту та план управління. Визначення «непобутового» означає «власність або споруду (комерційну, домашню або житлову), де виконуються роботи», а зобов'язання «зобов'язаних» полягає в тому, щоб гарантувати, що люди не зазнають впливу будь-яких матеріалів на основі азбесту під час роботи. Реєстр азбесту вказує на наявність або відсутність азбесту всередині та зовні конструкції. Винятком є випадки, коли вік власності (після 1999 року, коли хризотиловий азбест був заборонений) вказує на те, що такі продукти не будуть використовуватися під час будівництва будівлі.
Положення 4 визначає, що «зобов'язаний» у будь-якій нежитловій будівлі, як визначено в законі, зобов'язаний керувати ризиком, пов'язаним із азбестом, і зобов'язує «провести відповідну та достатню оцінку». Оцінка ризику передбачає поєднання факторів, пов'язаних із типом і станом матеріалів, що містять азбест, і ймовірністю порушення та впливу. Потенціал опромінення людини залежить від кількості мешканців у будівлі, частоти та тривалості використання, а також характеру будь-яких порушень: наприклад, інтрузивна діяльність з технічного обслуговування всередині будівлі підвищує ризик опромінення — видалення ряду стелі, що містить азбест. плитки для виконання робіт над рівнем стелі спричинило б більший ризик, ніж заміна лампочки. Будівлі можна ранжувати залежно від того, чи ведеться заважаюча діяльність:
- рідкісні занепокоєння, наприклад, маловикористовувана комора;
- низька активність, наприклад робота в офісі;
- періодичні занепокоєння, наприклад промислове використання або рух транспортних засобів;
- висока активність завад, наприклад, протипожежні двері, що містять азбестоізоляційні плити, які постійно використовуються.

HSE використовує інструмент пріоритетного оцінювання, який поєднує оцінку матеріалу, що містить азбест, і ризик порушення.
За результатами оцінки ризику будуть визначені пріоритети для управління локаціями та матеріалами, що містять азбест, наприклад, зони, які потребують термінової уваги, матеріали, які не підходять для будь-якої форми утримання, може знадобитися видалити або закрити, може знадобитися незначний ремонт, або маркування та надання інформації може бути достатнім, щоб гарантувати, що можна уникнути значних ризиків для здоров'я, наприклад, для маловикористовуваної комори може бути достатньо тримати двері замкненими та прикріпити до дверей попереджувальне повідомлення.
HSE зазначає, що «Положення 4 — це обов'язок керувати, а не [лише] обов'язок оглядати».
Видалення азбестових виробів високого ризику з чужих приміщень суворо контролюється HSE, а такі продукти високого ризику, як теплоізоляція, повинні видалятися в контрольованих умовах ліцензованими підрядниками. Подальші вказівки щодо продуктів, яких це стосується, можна знайти на веб-сайті HSE разом зі списком ліцензіатів.
Чинні нормативні акти свідчать про те, що законодавчо вимагається, щоб усі, хто може стикатися з азбестом у своїй повсякденній роботі, пройшли відповідне навчання з азбесту.

#### Заборони
Виробництво та імпорт синього та коричневого азбесту були заборонені у Сполученому Королівстві в 1985 році Постановою про азбест (заборони) 1985 року. Використання білого азбесту було заборонено в Англії, Шотландії та Уельсі в 1999 році Постановою про азбест (заборони) (поправка) 1999 року. Азбест був заборонений у Північній Ірландії в 2000 році відповідно до Постанов про азбест (заборони) (поправка) (Північна Ірландія) 2000 року.

### Сполучені Штати
Агентство з охорони навколишнього середовища (EPA) не має загальної заборони на використання азбесту. Однак азбест був одним із перших небезпечних забруднювачів повітря, які регулюються розділом 112 Закону про чисте повітря 1970 року, і багато застосувань заборонено Законом про контроль над токсичними речовинами (TSCA). У Сполучених Штатах діють численні закони, які регулюють використання азбесту на федеральному, штатному та місцевому рівнях.

## Судовий процес
Однією з основних проблем, пов'язаних із азбестом у цивільному судочинстві, є латентність захворювань, пов'язаних із азбестом. Більшість країн мають строки давності для заборони вчинення дій, які вчиняються через тривалий час після того, як зникла причина позову. Наприклад, у Малайзії строк для подання позову про делікт становить шість років з моменту вчинення делікту. У зв'язку з кількома діями, пов'язаними з азбестом, такі країни, як Австралія, внесли зміни до своїх законів, що стосуються обмежень, щоб накопичувати дані, починаючи з моменту виявлення, а не з моменту виникнення причини позову.
Перші позови працівника про травми внаслідок впливу азбесту на робочому місці були подані в 1927 році, а перший позов проти виробника азбесту був поданий у 1929 році. Відтоді було подано багато позовів. У результаті судового процесу виробники продали дочірні підприємства, диверсифікували виробництво замінників азбесту та розпочали бізнес із видалення азбесту.

### Бразилія
У червні 2008 року Верховний федеральний суд Бразилії (STF) проголосував за збереження закону (12.684/07), який забороняє використання будь-яких продуктів, які містять азбест, у штаті Сан-Паулу. Очікувалося, що тоді рішення пошириться на всю країну.
У серпні 2017 року, у Бразилії відомий як «прямий позов про визнання неконституційності», інструмент для оголошення неконституційності закону чи федеральних норм щодо чинної Конституції (еквівалент у США як «судовий перегляд»), конституційність заборонного закону Сан-Паулу була поставлена під сумнів. Верховний федеральний суд визнав його конституційним і навіть попутно визнав неконституційним ст. 2 Федерального закону № 9.055/95, який дозволяв використання хризотилового азбесту в контрольований спосіб.
29 листопада 2017 року Верховний федеральний суд заборонив видобуток, індустріалізацію та комерціалізацію азбесту на всій території країни.

### Південна Африка
Справа Люббе проти Cape Plc [2000] UKHL 41 — це справа про конфлікт законів, яка також важлива для питання «зняття корпоративної завіси» стосовно жертв делікту. Місіс Люббе зазнала впливу азбесту під час роботи в південноафриканській дочірній компанії британської материнської компанії Cape plc.
Справа Cape Plc, якою керує Річард Міран, була врегульована в 2003 році.
Справу Gencor під керівництвом Річарда Споора було врегульовано в 2003 році.
400 жертв ARD у Свазіленді на шахті Гейвлок
Справи щодо хризотилової шахти Гейвлок були призупинені в 2003 році, оскільки Turner and Newall, компанія, яка володіла шахтою, оголосила про банкрутство в 2001 році.
Швейцарська група Eternit
Це була добровільна угода, яка була досягнута в 2006 році. Угода дозволила колишнім шахтарям шахт Kuruman і Danielskuil Cape Blue Asbestos (KCBA та DCBA) у провінції Північний Кейп подати заявку на тих же умовах, що й відкрите врегулювання ART. Таким чином було створено Kgalagadi Relief Trust (KRT). Умови трасту не уточнюються, однак на практиці було виплачено 136 мільйонів рандів для цілей компенсації для виплат до 2026 року. Довірені особи KRT звернулися до ART з проханням керувати врегулюванням KRT, оскільки два трасти були дуже подібно структуровані.
Сімдесят п'ять відсотків позивачів у справі Cape Plc походили з провінції Лімпопо, а решта двадцять п'ять відсотків — із району Пріска-Коегас у Північнокапській провінції. Більшість позивачів у врегулюванні ART (близько 78 %) були викриті в районі Куруман у Північнокапській провінції, а решта — у Пенге в провінції Лімпопо та Мсаулі в провінції Мпумаланга, які були однакові.
За статистикою, хворі на мезотеліому та рак легенів, пов'язані з азбестом, отримують найвищі виплати по 71 500 рандів кожен. Через значні внески Gencor було заборонено тим, хто отримав компенсацію за Капською угодою, пізніше отримувати виплати від ART, навіть якщо працівник працював на шахтах Kuruman або Penge під контролем Gencor.

#### Трести допомоги
У 2006 році Cape plc заснувала траст для компенсації тим, хто постраждав від захворювань, пов'язаних з азбестом, внаслідок історичної діяльності Cape. На сьогодні цей траст виплатив понад 30 мільйонів фунтів стерлінгів тим, хто захворів, або їхнім утриманцям. Схема організації була схвалена Верховним судом і фінансується окремо. Його кошти управляються двома незалежними довіреними особами.
Asbestos Relief Trust (ART) вважається зразком ефективної компенсації професійних захворювань у Південній Африці. Gencor був основним учасником справи Cape Plc, керованої Річардом Міраном, і справи Gencor, керованої Річардом Споором. Glencor забезпечив 29 % від 138 мільйонів рандів, які надійшли до набору позивачів Cape Plc, і 96 % від 381 мільйона рандів, які сформували ART. Додаткова сума в розмірі 35 мільйонів рандів пішла на екологічну реабілітацію, а близько 20 мільйонів рандів було додано до ART для внесення додаткових і додаткових виплат. Через деякий час і рекламні претензії проти The Cape Plc список виріс з 2000 у січні 1999 року до 7500 у серпні 2001 року. Угода ART була відкритою та передбачала компенсацію будь-якій особі, яка відповідала критеріям компенсації, викладеним у Трастовому договорі, до 2028 року. Багато компаній погодилися виплатити компенсацію працівникам, які зазнали впливу азбесту, на додаток до компенсації, яка виплачується відповідно до Закону про професійні захворювання на шахтах і підприємствах (ODMWA). Угода включала жертв ARDS, які зазнали впливу навколишнього середовища. Ця модель врегулювання була досягнута завдяки особистому спілкуванню Джорджини Джефсон, юриста Річарда Споора.
Траст надає компенсацію людям цих чотирьох категорій, пов'язаних із гострим респіраторним дистрес-синдромом (ГРЗ), а саме:
- (ARD1)- азбестоз / плевральне потовщення від легкого до помірного;
- (ARD2) -порушення функції легенів або з тяжким порушенням функції легень;
- (ARD3) -азбестовий рак легенів;
- (ARD4) -мезотеліома.[73][76]

Модель ART підрахувала, що близько 16 800 осіб подадуть претензії до Трасту, з яких приблизно 5 036 (30 %) будуть успішними. Згодом це було переглянуто до 5 162. З них 219 (4,2 %) були б екологічними заявниками, 150 (2,9 %) мали б рак легенів і 556 (10,8 %) мали б мезотеліому; залишок матиме азбестоз та/або потовщення плеври. Не було надано остаточних цифр щодо очікуваного співвідношення ARD1/ARD2. Суми компенсації різняться, але середня сума компенсації з 2003 року становила близько R40 000, R80 000, R170 000 і R350 000 для кожної з категорій ARD 1-4, описаних вище. Ці суми виплачуються понад будь-яку компенсацію, яку позивачі можуть отримати згідно з ODMWA. Для того, щоб справа підлягала компенсації, потерпілий повинен довести, що він/вона зазнали впливу азбесту під час однієї з операцій, які проводяться спонсорами ART, і мав захворювання, яке підлягає компенсації.

#### Здоров'я

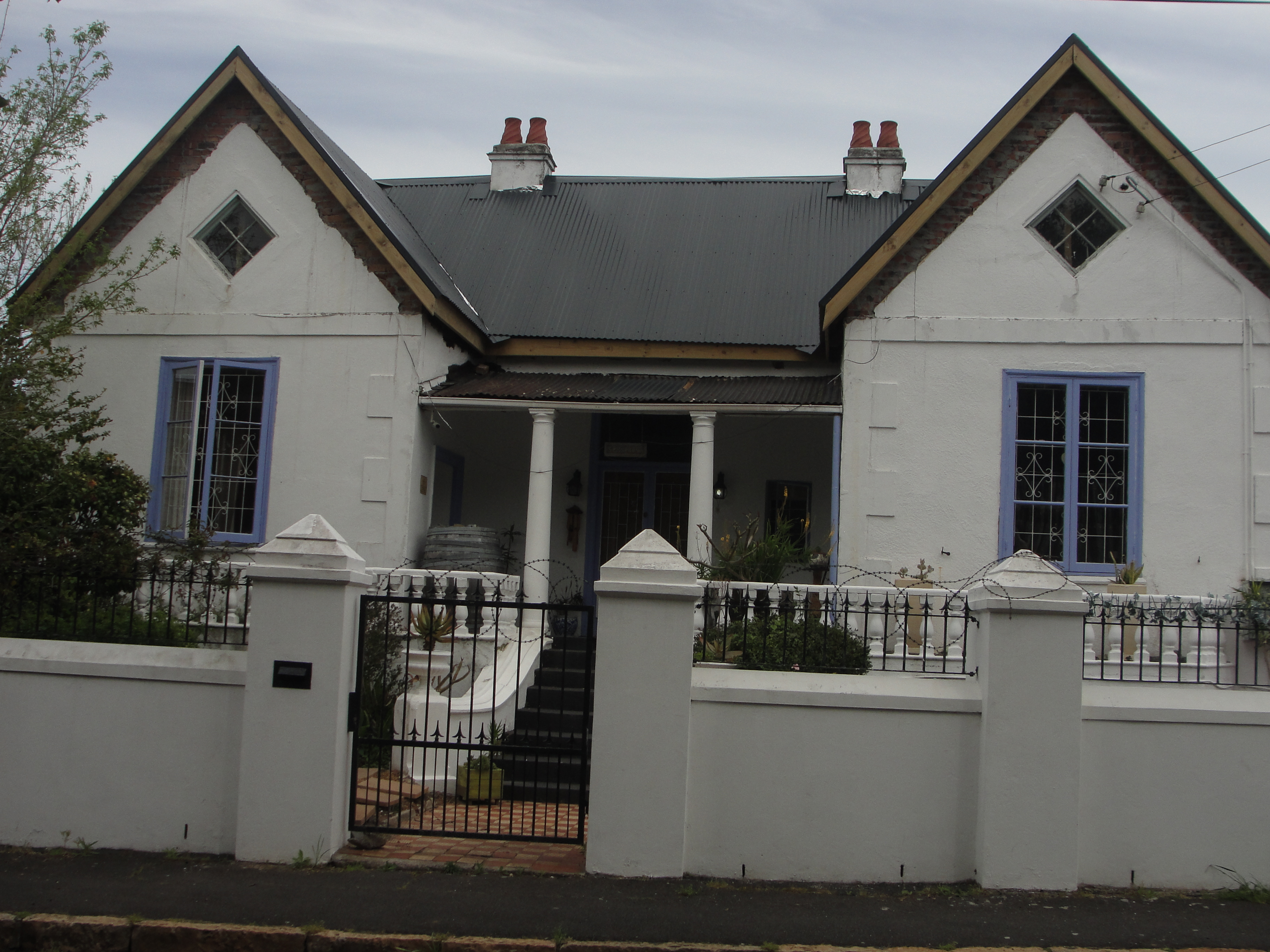
Вікторіанський будинок у Вінберзі, Кейптаун, з азбестоцементним дахом у 2014 році

За словами сестри Фемело Магабаньяне, паліативної медсестри, яка доглядала понад 100 пацієнтів із мезотеліомою та раком легенів у великому районі Куруман у Північній Капській провінції, відсутність умов для смертельно хворих на мезотеліому призводить до більшого тягаря обслуговування. Мезотеліома — це небезпечний для життя рак плеври або очеревини, який можна діагностувати через 40 років після контакту з азбестом.

#### Наслідки
Південна Африка має найвищий рівень поширеності мезотеліоми у світі. Річард Споор, адвокат, який представляв інтереси позивачів проти Gencor, каже: «Екологічні масштаби катастрофи, яку ми спостерігаємо в Північній Капській провінції, є такими ж, як ядерна катастрофа в Чорнобилі, з точки зору впливу, поширення та тривалості», — сказав він. також говорить, що діти особливо вразливі до мезотеліоми. З вересня 2016 року п'ятеро з 1600 позивачів, яких він представляє в Північній Капській провінції, померли. Всесвітньо відомий фотограф Девід Ґолдблатт почав фотографувати жертв після того, як його друг помер від мезотеліоми, незважаючи на те, що він ніколи не був у безпосередній близькості від шахти. Повідомлялося, що він підхопив хворобу, потерши блакитну прикрасу з азбесту, яку зберігала у себе вдома.

### Велика Британія
У 2005 році Guardian Unlimited повідомила про тестове рішення, яке дозволило тисячам працівників отримати компенсацію за плевральні бляшки. Дифузний або локалізований фіброз плеври або плевральні бляшки менш серйозні, ніж азбестоз або мезотеліома, але також вважаються захворюванням, тісно пов'язаним із вдиханням азбесту. Однак страховики стверджували, що таблички є «просто маркером впливу азбесту, а не травми». Суддя Голланд відхилив аргументи страховиків, а адвокати працівників привітали це рішення як «перемогу, яка ставить людей вище прибутку». Однак це рішення було скасовано апеляційним судом. 17 жовтня 2007 року Палата лордів підтвердила рішення апеляційного суду. В Англії, Вельзі та Північній Ірландії плевральні бляшки більше не є причиною шкоди. Шотландський уряд запровадив законодавство в 2009 році, щоб зберегти статус плевральних бляшок як травми, що підлягає позову в Шотландії, і є пропозиції запровадити подібне законодавство в Північній Ірландії.
Страхові компанії стверджують, що азбестові судові процеси завдали надто важких збитків страхуванню та промисловості. У статті 2002 року в британській Дейлі телеграф цитується Equitas, компанія перестрахування, яка взяла на себе зобов'язання Лондонський Ллойдс, яка стверджує, що вимоги щодо азбесту є «найбільшою окремою загрозою» для існування Лондонського Ллойдса. Слід зазначити, що інвестори Лондонського Ллойдса подали до суду за шахрайство, які стверджували, що Ллойдс неправильно представив збитки, що очікуються, через претензії щодо азбесту.
У травні 2006 року Палата лордів ухвалила, що компенсація за травми, нанесені азбестом, повинна бути зменшена, якщо відповідальність не може бути покладена на одного роботодавця. Критики, зокрема профспілки, азбестові групи та Джим Воллес, колишній міністр юстиції, засудили це рішення. Вони сказали, що це скасовує традиційне шотландське право щодо таких випадків і є порушенням природної справедливості. У результаті цього обурення рішення було скасовано відповідно до третього розділу Закону про компенсацію 2006 року.
У лютому 2010 року рішення суду створило новий прецедент для позовів щодо азбестозу. Справа, в якій вдова Делла Сабін намагалася вимагати компенсацію після смерті її чоловіка від азбестозу, стосувалася питання про те, скільки азбестових волокон має бути в легенях, щоб позов був дійсним. Дослідницька група з лікарні Лландо спочатку повідомила, що мінімальна кількість волокон, яка була необхідна для того, щоб заява була дійсною, становила 20 мільйонів (лише 7 мільйонів було знайдено в зразку, взятому у чоловіка місіс Сабін Леслі). Однак подальше дослідження в США показало, що через те, що Леслі прожив більше сорока років після опромінення, велика кількість волокон виведена з його тіла природним шляхом; якби він помер двадцятьма роками раніше, кількість азбесту в його легенях становила б приблизно 35 мільйонів волокон на грам. Суддя віддав перевагу цим доказам і виніс рішення на користь пані Сабін.

### Сполучені Штати

#### Цивільні позови
Судовий процес, пов'язаний з азбестовими травмами та пошкодженням майна, вважається найтривалішим масовим правопорушенням в історії США, в якому беруть участь понад 8000 відповідачів і 700 000 позивачів. Оскільки наприкінці 1920-х років медичні працівники виявили захворювання, пов'язані з азбестом, справи про компенсацію працівникам порушувалися та вирішувалися в таємниці, причому потік судових процесів розпочався в Сполучених Штатах у 1970-х роках і досяг кульмінації в 1980-х та 1990-х роках. Сучасні тенденції показують, що швидкість, з якою люди діагностують захворювання, пов'язані з азбестом, швидше за все, зросте протягом наступного десятиліття. Аналітики підрахували, що загальні витрати на азбестові судові процеси тільки в США в кінцевому підсумку досягнуть 200—275 мільярдів доларів. Суми та спосіб розподілу компенсацій були джерелом багатьох судових справ і спроб уряду вирішити наявні та майбутні справи. Понад 20 років у Східному окрузі Пенсильванії розглядалася складна заява про багаторайонний судовий процес (MDL). Оскільки багато випадків ушкоджень, пов'язаних із рубцями, було вирішено, судові спори щодо азбесту продовжують бути важкими між сторонами, головним чином в індивідуальних справах щодо термінальних випадків азбестозу, мезотеліоми та інших видів раку.
У червні 1982 року котельник на пенсії Джеймс Каветт отримав компенсацію у розмірі 2,3 мільйона доларів США та 1,5 мільйона доларів у вигляді штрафу проти Джонса-Менвіля. У серпні 1982 року Manville Corporation, колишня Johns-Manville Corporation, подала заяву на реорганізацію та захист відповідно до Кодексу США про банкрутство. На той час це була найбільша компанія, яка коли-небудь оголосила про банкрутство, і одна з найбагатших. Тоді Менвілл був 181-м у списку Fortune 500, але був відповідачем у 16 500 позовах, пов'язаних із впливом азбесту на здоров'я. Рон Мотлі, адвокат із Південної Кароліни, описав компанію як «найбільшу корпоративну масову вбивцю в історії». Судові документи показують, що корпорація довгий час приховувала докази шкідливого впливу азбесту від своїх працівників і громадськості.
До початку 1990-х «більше половини з 25 найбільших виробників азбесту в США, включаючи Amatex, Carey-Canada, Celotex, Eagle-Picher, Forty-Eight Insulations, Manville Corporation, National Gypsum, Standard Insulation, Unarco та UNR Industries оголосили про банкрутство. Оголошення про банкрутство захищає компанію від її кредиторів».
Після 1980 року у Верховному суді США кількість справ, пов'язаних із азбестом, почастішала, а з 1986 року суд розглянув кілька справ, пов'язаних із азбестом. У 1997 та 1999 роках до суду було подано два великі колективні позови, спрямовані на обмеження відповідальності. Обидва врегулювання були врешті-решт відхилені судом, оскільки вони виключали б майбутніх позивачів або тих, у кого пізніше розвинулися хвороби, пов'язані з азбестом. Ці рішення стосувалися 20-50-річного латентного періоду серйозних захворювань, пов'язаних із вживанням азбесту.
У 1988 році Агентство з охорони навколишнього середовища Сполучених Штатів Америки (USEPA) видало правила, які вимагали від деяких американських компаній повідомляти про азбест, який використовується в їх продукції.
Кілька законодавчих засобів правового захисту були розглянуті Конгресом США, але щоразу відхилялися з різних причин. У 2005 році Конгрес розглянув, але не прийняв закон під назвою «Акт 2005 року про справедливість вирішення проблем, пов'язаних із азбестом». Закон передбачав заснування цільового фонду в розмірі 140 мільярдів доларів США замість судових процесів, але оскільки він мав би активно взяти кошти, що зберігаються в резерві трастів банкрутства, виробників і страхових компаній, він не отримав широкої підтримки ані потерпілих, ані корпорацій.
26 квітня 2005 р. доктор Філіп Дж. Ландріган, професор і голова відділу громадської та профілактичної медицини в медичному центрі Маунт-Сінай у Нью-Йорку, свідчив перед Комітетом Сенату США з судових питань проти цього запропонованого закону. Він засвідчив, що багато положень законопроекту не підтверджуються медициною і несправедливо виключають велику кількість людей, які захворіли або померли від азбесту: «Підхід до діагностики захворювань, викликаних азбестом, який викладено в цьому законопроекті, не є відповідає діагностичним критеріям, встановленим Американським торакальним товариством. Якщо законопроект хоче виконати свою обіцянку щодо справедливості, ці критерії потрібно буде переглянути». Також проти законопроекту виступили Американська асоціація громадського здоров'я та Профспілка працівників азбестової промисловості.
14 червня 2006 року судовий комітет Сенату схвалив поправку до закону, яка дозволяла жертвам мезотеліоми отримати 1,1 мільйона доларів США протягом 30 днів після схвалення заяви. Ця версія також розширила право претендентів на людей, які зазнали впливу азбесту внаслідок атак на Всесвітній торговий центр 11 вересня, а також на будівельне сміття під час ураганів Катріна та Ріта. Зрештою, залежність законопроекту від фінансування великих і малих приватних організацій, а також дебати щодо положення про припинення дії та впливу на бюджетний процес США призвели до того, що законопроект не вийшов з комітету.
Після заяви про банкрутство компанії Johns-Manville у 1984 році багато виробників азбесту в США та Великій Британії уникли судових процесів, оголосивши про банкрутство. Після банкрутства ці компанії, як правило, зобов'язані фінансувати спеціальні «трасти банкрутства», які платять постраждалим пенні за долар. Однак ці трасти дозволяють більшій кількості позивачів отримати певну компенсацію, навіть якщо вона значно зменшена через потенційне відшкодування в системі делікту.
З 2002 року у судових справах щодо азбесту в США відповідачами виступають такі особи:
1. Виробники обладнання, яким, як стверджується, потрібні деталі, що містять азбест, для належного функціонування;
2. Власники приміщень, де встановлено азбестовмісну продукцію (це включає практично всіх, хто володів будівлею до 1980 року);
3. Банки, які фінансували кораблі або будівлі, де був встановлений азбест (на тій підставі, що жоден раціональний кредитор не візьме заставний інтерес в активі, не вивчивши пов'язані з цим ризики);
4. Роздрібні торговці товарами, що містять азбест (включаючи магазини обладнання, товарів для дому та автомобільних запчастин);
5. Корпорації, які нібито вступили в змову з виробниками азбесту, щоб навмисно приховати небезпеку азбесту (наприклад, MetLife, відома страхова компанія, яка співпрацювала з Johns-Manville);
6. Виробники інструментів, які використовувалися для різання або формування деталей, що містять азбест; і
7. Виробники засобів захисту органів дихання. [ <span title="This claim needs references to reliable sources. (March 2012)">потрібна цитата</span> ]

Відповідачі першої категорії оскаржували відповідальність на тій підставі, що майже всі вони або взагалі не постачали азбестовмісні частини зі своїми продуктами (тобто азбест встановлювався лише кінцевими споживачами), або не продавали запасні частини для власних продуктів (у випадках, коли позивач нібито зазнав опромінення після того, як будь-які заводські оригінальні деталі, що містять азбест, були замінені), і в будь-якому випадку не може нести відповідальність за токсичні частини сторонніх виробників, які він не виробляв, не розповсюджував і не продавав. У 2008 році Верховний суд Вашингтона, який першим дійшов до цього питання, ухвалив рішення на користь захисту. 12 січня 2012 року Верховний суд Каліфорнії також ухвалив рішення на користь захисту у справі O'Neil v. Crane Co. Це важливо, оскільки дослідження 2007 року показало, що Каліфорнія та Вашингтон були двома найвпливовішими верховними судами штатів у Сполучених Штатах у період з 1940 по 2005 рік.
Після рішення від січня 2014 року Ґрай проти Компанії Garlock Sealing Technologies почалася процедура банкрутства, і виявлення у справі виявило докази шахрайства, що призвело до зменшення оціночної майбутньої відповідальності до десятої частини оціненої.
Деякі обвинувачені висувають те, що іноді називають захистом від хризотилу, згідно з яким виробники деяких продуктів, що містять лише волокна хризотилу, стверджують, що вони не такі шкідливі, як продукти, що містять амфібол. Оскільки 95 % продуктів, що використовувалися в Сполучених Штатах, історично складалися здебільшого з хризотилу, це твердження широко заперечується представниками охорони здоров'я та медичними працівниками. Всесвітня організація охорони здоров'я визнає, що вплив усіх типів азбестових волокон, включаючи хризотил, може викликати рак легенів, гортані та яєчників, мезотеліому та азбестоз.

#### Кримінальні переслідування

##### Аварійна компанія Адамо
20 лютого 1973 року федеральне велике журі в Детройті, штат Мічиган, висунуло звинувачення Adamo Wrecking Company у порушенні положень Закону про чисте повітря через свідоме спричинення викидів азбесту через неспроможність зволожити та видалити крихкі азбестові матеріали під час знесення.
Адамо був одним із низки підрядників, які займаються демонтажем будівель, звинувачених по всій країні за ймовірне порушення Закону про чисте повітря. Окружний суд Сполучених Штатів Східного округу Мічигану відхилив кримінальне обвинувачення на тій підставі, що це був не «стандарт викидів», а «стандарт робочої практики», який згідно зі статутом не передбачає кримінальної відповідальності.
Уряд подав апеляцію, і Шостий окружний апеляційний суд скасував рішення суду першої інстанції, заявивши, що він помилився, визначивши, що він має юрисдикцію переглядати дійсність стандарту в кримінальному провадженні. Адвокати Адамо подали апеляцію до Верховного суду.
10 січня 1978 року Верховний суд виніс рішення на користь Адамо, коли постановив, що суд першої інстанції справді мав юрисдикцію переглядати стандарт у кримінальному провадженні, а також погодився з судом першої інстанції, що вимоги в законі «не були стандартами», але «процедурами», тому провадження було належним чином закрито.

##### WR Grace and Company
5 лютого 2005 року федеральне велике журі пред'явило WR Grace and Company та семи топ-менеджерам звинувачення у діяльності вермикулітової шахти в Ліббі, штат Монтана. Обвинувальний висновок звинуватив Грейс у шахрайстві з дротом, свідомому створенні небезпеки для жителів шляхом приховування результатів моніторингу повітря, перешкоджанні правосуддю шляхом втручання в розслідування Агентства з охорони навколишнього середовища (EPA), порушенні Закону про чисте повітря, наданні азбестових матеріалів школам і місцевим жителям, а також змова з метою звільнити азбест і приховати проблеми зі здоров'ям через забруднення азбестом. Як повідомляє Baltimore Sun, Міністерство юстиції заявило, що у 1200 жителів розвинулися захворювання, пов'язані з азбестом, і деякі з них померли, і може бути набагато більше травм і смертей.
За даними Baltimore Sun, WR Grace and Company загрожує штраф у розмірі до 280 мільйонів доларів за забруднення міста Ліббі, штат Монтана. У 2002 році Ліббі було оголошено зоною лиха Суперфонду, і EPA витратило 54 мільйони доларів на очищення. Суд зобов'язав Грейс відшкодувати EPA витрати на очищення, але суд у справах про банкрутство має затвердити будь-які платежі.
8 червня 2006 року федеральний суддя відхилив звинувачення у змові щодо «свідомої небезпеки», оскільки деякі з відповідачів залишили компанію до того, як почався п'ятирічний термін давності. У березні прокуратура зняла звинувачення у шахрайстві.

##### Небезпечне зниження

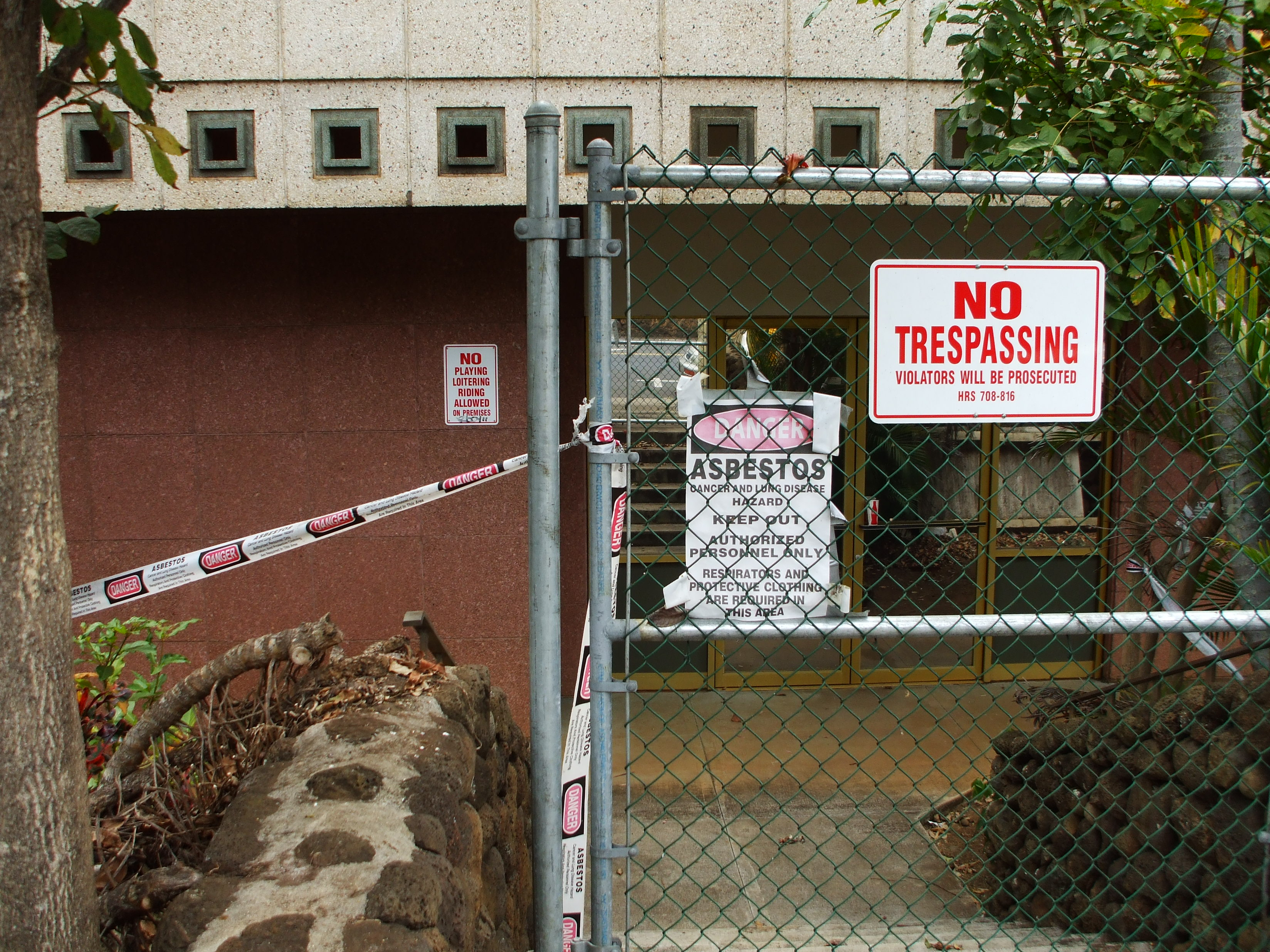
Старе поштове відділення Вайлуку опечатано для видалення азбесту.

Знищення азбесту (видалення азбесту) стало процвітаючою галуззю в Сполучених Штатах. Щоб захистити населення від азбесту, що міститься в повітрі, були прийняті суворі закони про видалення та утилізацію. Закон про чисте повітря вимагає, щоб азбест змочувався під час видалення та суворо містився, а працівники мали носити захисне спорядження та маски. Федеральний уряд притягнув до відповідальності десятки порушень закону та Закону про корумповані організації, які під впливом рекетирів (RICO), пов'язані з операціями. Часто це стосується підрядників, які наймають працівників без документів без належної підготовки чи захисту для незаконного видалення азбесту.
2 квітня 1998 року трьом чоловікам було пред'явлено звинувачення у змові з метою використання бездомних чоловіків для незаконного вивезення азбесту із застарілого виробничого підприємства у Вісконсіні. Тодішній генеральний прокурор США Джанет Ріно сказала: «Свідоме неналежне видалення азбесту є злочином. Експлуатація бездомних для виконання цієї роботи є жорстокою».
12 грудня 2004 року власників нью-йоркських компаній зі зменшення викидів азбесту було засуджено до найдовшого федерального ув'язнення за екологічні злочини в історії США після того, як їх було засуджено за 18 пунктами звинувачення у змові з метою порушення Закону про чисте повітря та Закону про контроль над токсичними речовинами і фактичні порушення Закону про чисте повітря та Закону про корумповані організації, які перебувають під впливом рекетирів. Злочини стосувалися 10-річної схеми незаконного видалення азбесту. Підрахунки RICO включали перешкоджання правосуддю, відмивання грошей, шахрайство з поштою та підтасовку тендерів, усі пов'язані з очищенням від азбесту.
11 січня 2006 року компанія San Diego Gas & Electric Co., двоє її співробітників і підрядник були висунуті обвинувачення федеральним великим журі за звинуваченням у порушенні стандартів безпеки під час видалення азбесту з труб у Лемон-Гроув, Каліфорнія. Підсудних звинувачують у п'яти пунктах змови, порушенні стандартів роботи з азбестом і неправдивих заявах. 

## Подальше читання
- Brodeur, Paul,Outrageous Misconduct.New York, Pantheon, 1985.
- Bowker, Michael, Fatal Deception: The Terrifying True Story of How Asbestos is Killing America Touchstone, 2003
- Schneider, Andrew, An Air That Kills: How the Asbestos Poisoning of Libby, Montana, Uncovered a National Scandal, 2004
- Castleman, Barry, Asbestos: Medical and Legal Aspects, Fifth Edition, Aspen Press, 2005
- Tweedale, Geoffrey, Magic Mineral to Killer Dust: Turner & Newall and the Asbestos Hazard, Oxford University Press, USA (May 24, 2001)
- Maines, Rachel. Asbestos and Fire: Technological Tradeoffs and the Body at Risk. New Brunswick NJ: Rutgers University Press, 2013.